# Cô đơn

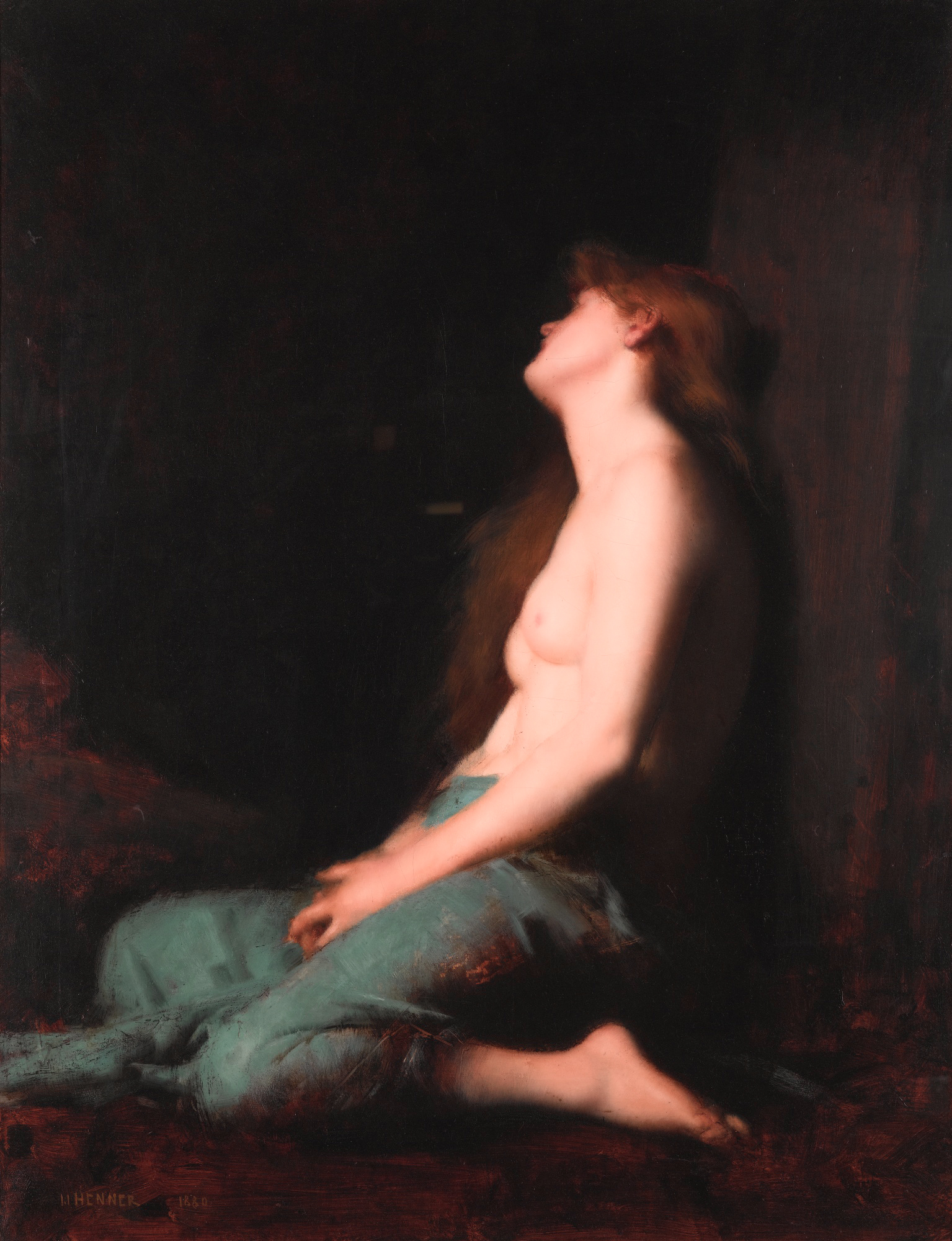
Bức tranh mang tên Sự Cô Đơn của họa sĩ Jean-Jacques Henner.

Cô đơn là một trạng thái cảm xúc phức tạp và thường gây khó chịu, đáp ứng lại với sự cách ly xã hội. Cô đơn thường bao gồm cảm giác lo lắng về sự thiếu kết nối hay thiếu giao tiếp với những cá nhân khác, cả ở hiện tại cũng như trong tương lai. Như vậy, người ta có thể cảm thấy cô đơn ngay cả khi xung quanh có nhiều người. Nguyên nhân của sự cô đơn rất đa dạng, bao gồm các vấn đề về xã hội, tâm thần, tình cảm và các yếu tố thể chất.
Các nghiên cứu cho thấy sự cô đơn là một hiện tượng phổ biến trong xã hội loài người, gặp ở những người đã kết hôn, những người đang có các mối quan hệ, các gia đình, các cựu chiến binh, và ngay cả những người đã thành công trong sự nghiệp. Sự cô đơn là một chủ đề văn chương được khám phá trong suốt chiều dài lịch sử con người từ thời cổ đại. Sự cô đơn cũng được miêu tả như một nỗi đau tâm lý, và cũng là cơ chế thúc đẩy một cá nhân tìm kiếm sự kết nối xã hội. Sự cô đơn thường được định nghĩa trong mối liên hệ của một người với người khác, cụ thể hơn là " một trải nghiệm khó chịu xảy đến khi mạng lưới quan hệ xã hội của một người bị khiếm khuyết trên một số phương diện quan trọng".

## Nguyên nhân phổ biến

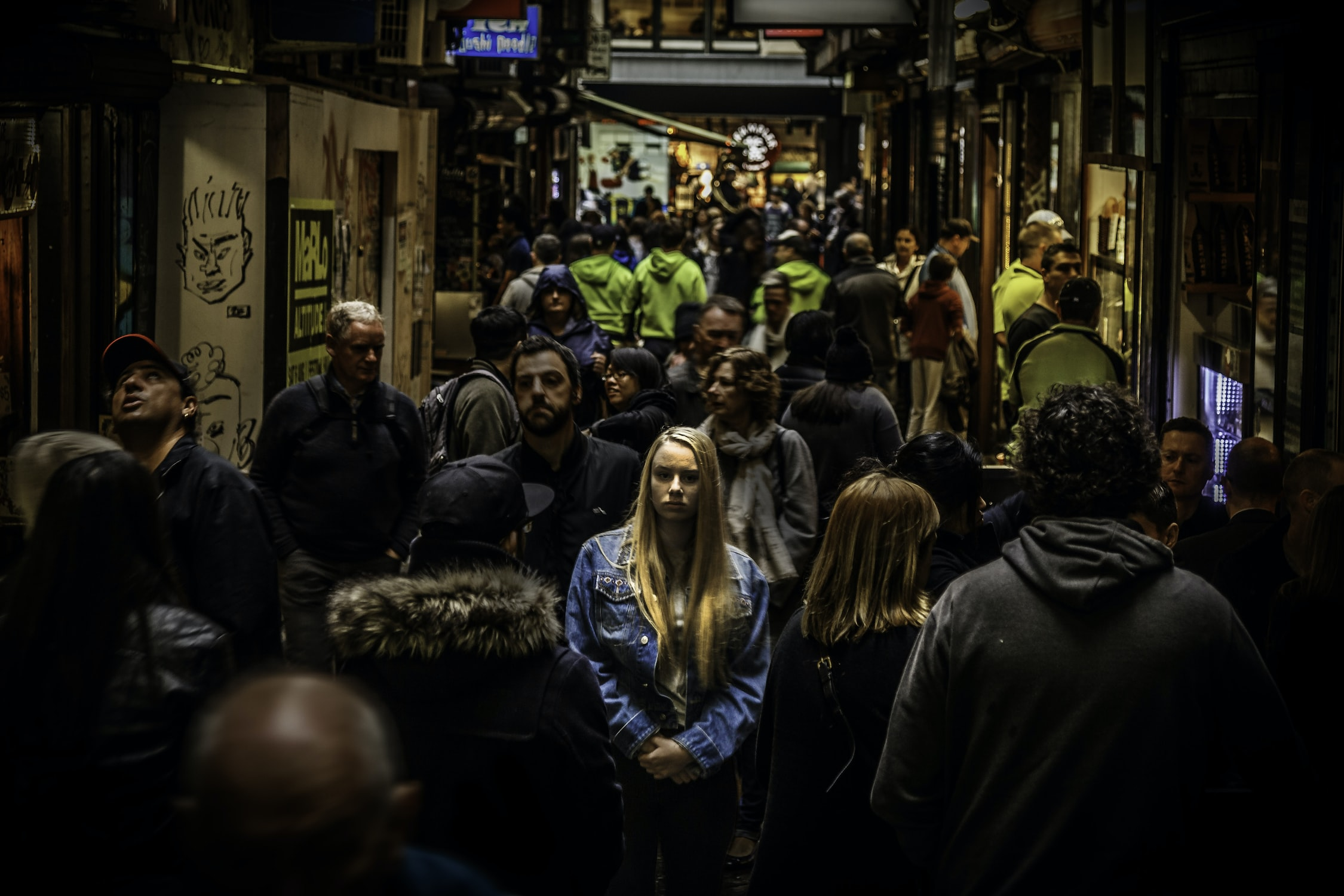
Một cô gái lạc lõng giữa đám đông

Có nhiều lý do có thể khiến mỗi người cảm thấy cô đơn, như thiếu các quan hệ bạn bè trong thời thơ ấu và tuổi thanh thiếu niên, hay sự vắng mặt của những người có ý nghĩa quan trọng. Đồng thời, cô đơn có thể là một triệu chứng của một vấn đề xã hội hay vấn đề tâm lý khác chẳng hạn như trầm cảm mãn tính.
Nhiều đứa trẻ sơ sinh bị bỏ rơi cảm nhận sự cô đơn từ rất sớm. Sự cô đơn xảy ra rất phổ biến, mặc dù đôi lúc chỉ là thoáng qua. Nó có thể là kết quả của một cuộc chia tay, ly hôn, hay sự mất mát của bất cứ một mối quan hệ thân thiết nào. Trong những trường hợp này, sự cô đơn có thể bắt nguồn từ việc mất đi một người bạn đặc biệt hay việc rút khỏi vòng kết nối xã hội.
Việc mất đi một người quan trọng trong cuộc sống thường sẽ gây ra một phản ứng đau buồn; trong tình huống này, con người có thể cảm thấy cô đơn, ngay cả khi có những người khác ở bên cạnh. Cảm giác cô đơn cũng có thể xuất hiện sau khi sinh con (một biểu hiện của chứng trầm cảm sau sinh), sau hôn nhân, thậm chí những sự kiện làm đảo lộn cuộc sống như việc chuyển nơi ở từ quê nhà đến một cộng đồng không quen thuộc, dẫn đến nỗi nhớ nhà. Sự cô đơn có thể xảy ra trong một cuộc hôn nhân không ổn định hay trong các mối quan hệ gần gũi khác có tính chất tương tự, trong đó cảm xúc hiện tại có thể bao gồm giận dữ, oán giận, hoặc không cảm nhận được tình thương yêu hoặc ngược lại là có. Sự cô đơn có thể là biểu hiện của một chứng rối loạn chức năng giao tiếp, và cũng có thể là hệ quả của mật độ dân số thấp. Sự cô đơn cũng có thể được xem như là một hiện tượng xã hội, có khả năng lan truyền như một dịch bệnh. Khi một người trong một nhóm người bắt đầu cảm thấy cô đơn, cảm giác này có thể lan sang người khác, dẫn đến làm tăng nguy cơ xuất hiện cảm giác cô đơn cho mọi người. Mọi người có thể cảm thấy cô đơn ngay cả khi họ được bao quanh giữa những người khác.
Một nghiên cứu song sinh chỉ ra các bằng chứng cho thấy di truyền chiếm khoảng một nửa số khác biệt có thể đo lường được trong sự cô đơn giữa những người lớn, tương tự như ước tính di truyền được tìm thấy trước đây ở trẻ em. Những gen này hoạt động theo cách thức tương tự nhau ở nam và nữ. Nghiên cứu không tìm thấy những đóng góp từ môi trường nói chung cho sự cô đơn của người lớn.

## Các loại hình

### Cảm thấy cô đơn với bị cô lập về mặt xã hội
Có một sự phân biệt rõ ràng giữa cảm giác cô đơn và việc bị cô lập về mặt xã hội (ví dụ, một người cô độc - đơn thân). Ta có thể nghỉ về sự cô đơn như là khác biệt giữa mức độ tương tác xã hội mong muốn của một người với mức độ tương tác xã hội thật sự mà người đó đạt được, trong khi cô độc đơn giản là thiếu sự tiếp xúc. Do đó, sự cô đơn là một trải nghiệm chủ quan: nếu một người nghĩ rằng họ đang cô đơn, thì họ cô đơn. Mọi người có thể cô đơn trong khi cô độc, hoặc cô đơn khi không cô độc (ở giữa đám đông). Một người ở giữa một bữa tiệc vẫn có thể cảm thấy cô đơn vì không trò chuyện với ai cả. Ngược lại, một người có thể ở một mình nhưng lại không cảm thấy cô đơn, mặc dù không có ai xung quanh, bởi vì họ không có mong muốn tương tác xã hội. Cũng có những gợi ý cho rằng mỗi người có mức độ tương tác xã hội tối ưu riêng. Nếu một người quá ít hoặc quá nhiều tương tác xã hội, điều này có thể dẫn đến cảm giác cô đơn hoặc kích thích quá độ.
Cảm giác cô đơn có thể có hiệu ứng tích cực. Một nghiên cứu cho thấy, mặc dù dành thời gian một mình có xu hướng làm giảm tâm trạng của một người và tăng cảm giác cô đơn, nhưng nó cũng giúp nâng cao khả năng nhận thức, chẳng hạn như cải thiện sự tập trung. Việc ở một mình cũng gắn liền với sự phát triển những trải nghiệm tích cực khác, như trải nghiệm tôn giáo, và xây dựng bản sắc cá thể, đánh dấu việc một thanh thiếu niên trở thành một người lớn.
Sự cô đơn cũng có thể đóng một vai trò quan trọng trong quá trình sáng tạo.  Ở một số người, sự cô đơn hoặc tạm thời kéo dài làm bộc lộ tư duy nổi bật về nghệ thuật và sáng tạo, ví dụ như trường hợp của các nhà thơ Emily Dickinson và Isabella di Morra, và rất nhiều nhạc sĩ. Điều này không có nghĩa là bản thân sự cô đơn đảm bảo sự cho sáng tạo, thay vào đó, nó ảnh hưởng đến chủ đề của nghệ sĩ và nhiều khả năng có mặt ở những cá nhân tham gia vào các hoạt động sáng tạo.

### Sự cô đơn thoáng qua với kéo dài
Một số loại hình khác của cảm giác cô đơn có liên quan đến thời gian. Về phương diện này, sự cô đơn có thể được xét là thoáng qua hoặc kéo dài (hay mãn tính). Nó cũng được gọi là trạng thái và tính chất cô đơn.
Trạng thái cô đơn thoáng qua chỉ là tạm thời, bất chợt gây ra bởi điều gì đó ở môi trường xung quanh, thường thoải mái nhẹ nhõm. Còn tính chất cô đơn mãn tính thì kéo dài hơn, gây ra bởi con người, cảm giác không nhẹ nhõm thoải mái. Ví dụ, khi một người bị bệnh và không thể giao tiếp với bạn bè thì sẽ cảm thấy một nỗi cô đơn thoáng qua. Một khi sức khỏe người đó trở nên tốt hơn thì họ dễ dàng vượt qua sự cô đơn thoáng qua đó. Nếu một người cảm thấy cô đơn bất kể họ đang ở trong một buổi họp mặt gia đình, với bạn bè, hay một mình thì đó là một nỗi cô đơn kéo dài. Bất luận những gì đang diễn ra ở xung quanh, trải nghiệm của sự cô đơn kéo dài vẫn luôn luôn tồn tại.

### Sự cô đơn như một điều kiện con người
Trường phái tư duy hiện sinh xem sự cô đơn như một bản chất của con người. Mỗi con người đến thế giới này chỉ một mình, đi qua suốt cuộc đời như một kẻ riêng biệt, và cuối cùng cũng chết một mình. Đương đầu với chuyện này, con người đành chấp nhận nó, và học cách thẳng thắn đối diện với cuộc sống bằng ân điển và mãn nguyện
Một số nhà triết học, như Sartre, tin vào một nhận thức cô đơn trong đó cô đơn như là một phần cơ bản của con người vì mâu thuẫn giữa ý thức con người mong muốn cuộc sống có ý nghĩa với sự cô lập và hư vô của vũ trụ. Ngược lại, các nhà tư tưởng hiện sinh khác lại cho rằng con người có thể tham gia tích cực vào cuộc sống nhân sinh khi họ giao tiếp và sáng tạo, và cô đơn chỉ là cảm giác khi bị chia cắt khỏi quá trình này.

## Thống kê
Có một số ước tính và chỉ số về sự cô đơn. Người ta ước tính rằng khoảng 60 triệu người ở Hoa Kỳ, hoặc 20% tổng dân số cảm thấy cô đơn. Một nghiên cứu khác cho thấy 12% người Mỹ không có ai dành thời gian rảnh hoặc thảo luận về các vấn đề quan trọng. Các nghiên cứu khác cho thấy tỷ lệ này đã tăng theo thời gian. Cuộc khảo sát xã hội General Social Survey chỉ ra giữa năm 1985 và năm 2004, số người Mỹ trung bình thảo luận về các vấn đề quan trọng giảm từ ba xuống hai. Ngoài ra, số người Mỹ không ai thảo luận về những vấn đề quan trọng với tăng gấp ba (mặc dù nghiên cứu cụ thể này có thể thiếu sót). Trong nghiên cứu của Vương quốc Anh bởi Age UK cho thấy nửa triệu người trên 60 tuổi dành thời gian một mình mỗi ngày mà không có tương tác xã hội và gần nửa triệu người không tiếp xúc hay trò chuyện với bất cứ ai trong suốt 5 hoặc 6 ngày trong một tuần. Mặt khác, Khảo sát Cuộc sống Cộng đồng Community Life Survey  từ năm 2016 đến 2017,  do Văn phòng Thống kê Quốc gia Anh thực hiện, cho thấy thanh niên ở Anh từ 16 đến 24 tuổi được báo cáo cảm thấy cô đơn thường xuyên hơn những người so với các nhóm tuổi lớn hơn.
Sự cô đơn ngày càng gia tăng trong xã hội hiện đại. Một phần là do có liên quan đến các cuộc di cư có khối lượng lớn hơn, kích thước hộ gia đình nhỏ hơn, mức độ tiêu thụ phương tiện truyền thông lớn hơn (tất cả đều có mặt tích cực cũng như dưới dạng nhiều cơ hội hơn, nhiều lựa chọn hơn trong quy mô gia đình và truy cập thông tin tốt hơn), tất cả đều liên quan đến vốn xã hội.
Trong các quốc gia phát triển, sự cô đơn thể hiện qua sự gia tăng lớn nhất ở trong hai nhóm: người cao tuổi và những người sống ở vùng ngoại ô có mật độ số thấp. Người cao tuổi sống ở vùng ngoại ô đặc biệt dễ bị tổn thương, vì họ mất khả năng lái xe, họ thường trở nên bị  "mắc kẹt" và rất khó khăn để duy trì mối quan hệ giữa các cá nhân.
Con số báo cáo về sự cô đơn của người Mỹ dường như cao hơn bất kỳ quốc gia nào khác, tuy vậy phát hiện này có thể chỉ đơn giản do tác động của khối lượng nghiên cứu đồ sộ.Một nghiên cứu đánh giá xã hội học American Sociological Review trong năm 2006 cho thấy trung bình mỗi người Mỹ chỉ có hai người bạn thân để tâm sự, đã giảm từ mức trung bình ba vào năm 1985.Tỷ lệ những người được ghi nhận không có người bạn tri kỷ nào tăng từ 10% đến gần như 25%, và thêm 19% cho biết họ chỉ có một người bạn tâm sự, thường là người bạn đời (vợ hoặc chồng) của họ, do đó làm tăng nguy cơ cô đơn nghiêm trọng nếu mối quan hệ này chấm dứt. Môi trường văn phòng hiện đại đã được chứng minh làm tăng sự cô đơn.Điều này đặc biệt phổ biến ở những cá nhân dễ bị cô lập xã hội, người có thể diễn giải trọng tâm kinh doanh của đồng nghiệp vì cố ý phớt lờ qua những nhu cầu của họ.
Cho dù có tồn tại một mối tương quan giữa sử dụng Internet với sự cô đơn, nhưng đây vẫn là một đề tài còn nhiều tranh cãi, một số phát hiện rằng người dùng Internet là người cô đơn và một số khác cho thấy những người cô độc sử dụng Internet để giữ liên lạc với những người thân yêu (đặc biệt ở những người cao tuổi) được báo cáo là ít cảm thấy cô đơn hơn, trong khi đó những người cố gắng kết bạn trực tuyến lại trở nên cô đơn.  Mặt khác, nghiên cứu trong năm 2002 và năm 2010 lại thấy rằng "Sử dụng Internet được cho đã làm giảm sự cô đơn và trầm cảm đáng kể, trong khi nhận thức hỗ trợ xã hội và lòng tự trọng tăng lên đáng kể" và Internet "có một vai trò hỗ trợ và nâng cao vị thế trong cuộc sống của con người, bằng cách tăng ý thức tự do và kiểm soát của họ, có tác động tích cực đến sự bình an hoặc hạnh phúc."
Một kết quả rõ ràng về mối tương quan giữa lái xe chặng đường dài với cảm giác cô đơn được báo cáo cao nhiều hơn đáng kể  (cũng như các tác động tiêu cực đến sức khỏe khác).

## Ảnh hưởng

### Sức khỏe tâm thần

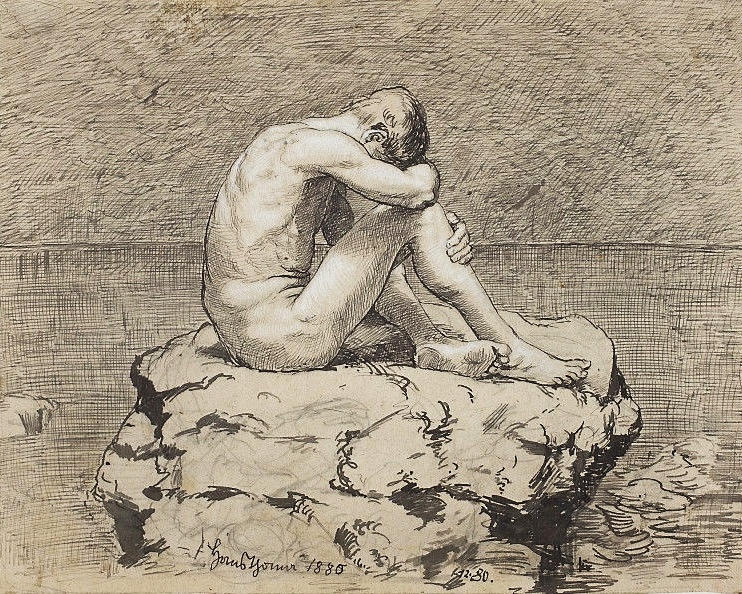
Loneliness bởi Hans Thoma (Bảo tàng Quốc gia ở Warsaw)

Sự cô đơn có liên quan đến sầu muộn, và đó là một yếu tố nguy cơ dẫn đến tự sát. Émile Durkheim đã mô tả sự cô đơn, cụ thể là không có khả năng hoặc không muốn sống cho người khác, tức là cho tình bạn hay những tư tưởng vị tha, như lý do chính cho cái mà ông gọi là tự tử vị kỷ, tự sát bản ngã (egoistic suicide). Ở người lớn, sự cô đơn là một kết lắng chính của trầm cảm và nghiện rượu. Những người bị cô lập về mặt xã hội được báo cáo có chất lượng giấc ngủ kém hơn, và do đó làm giảm quá trình hồi phục cơ thể. Sự cô đơn cũng được liên kết với một loại rối loạn nhân cách Schizoid, trong đó người ta có thể nhìn thế giới một cách khác biệt và trải nghiệm cảm giác xa lánh xã hội, được mô tả như là một sự tự đày ải (the self in exile).
Ở trẻ em, thiếu kết nối xã hội có mối quan hệ trực tiếp với một số hành vi chống đối xã hội và tự hủy hoại, đáng chú ý nhất là hành vi thù địch và phạm pháp. Ở cả trẻ em và người lớn, sự cô đơn thường có tác động tiêu cực đến học tập và trí nhớ. Sự gián đoạn của nhịp điệu giấc ngủ có ảnh hưởng đáng kể đến khả năng hoạt động trong cuộc sống thường ngày.
Nghiên cứu từ một khảo sát quy mô lớn được công bố trên tạp chí Y học Tâm lý (Psychological Medicine), đã cho thấy rằng, "Những người cô đơn ở thế hệ millenials (những người sinh từ năm 1980 đến năm 2000) có nhiều khả năng gặp các vấn đề về sức khỏe tâm thần, không có việc làm (thất nghiệp) và cảm giác bi quan về năng lực thành công trong cuộc sống so với các đồng nghiệp của họ - những người đã cảm thấy kết nối với người khác, bất kể giới tính hay sự giàu có".
Đau, trầm cảm và mệt mỏi chức năng như một chùm triệu chứng và do đó có thể chia sẻ từ một yếu tố nguy cơ chung. Hai nghiên cứu theo chiều dọc với các quần thể khác nhau đã chứng minh rằng sự cô đơn là một yếu tố nguy cơ phát triển nỗi đau, trầm cảm và triệu chứng mệt mỏi theo thời gian. Những dữ liệu này đã làm nổi bật lên những rủi ro về sức khỏe mà sự cô đơn mang lại; đau, trầm cảm và mệt mỏi thường song hành cùng với mức độ nghiêm trọng của bệnh tật, dẫn đến nguy cơ sức khỏe tồi tệ và tử vong.

### Sức khỏe thể chất
Sự cô đơn kéo dài (mãn tính) có thể là một tình trạng sức khỏe nghiêm trọng, đe dọa đến tính mạng. Nó đã được chứng minh có mối liên quan với sự gia tăng nguy cơ đột quỵ và bệnh tim mạch. Sự cô đơn cho thấy làm tăng tỷ lệ cao huyết áp, cholesterol cao và béo phì.
Sự cô đơn cũng được chứng minh làm tăng nồng độ cortisol trong cơ thể. Nếu tình trạng này tiếp tục kéo dài, mức cortisol cao có thể gây lo lắng, trầm cảm, các vấn đề về tiêu hóa, bệnh tim, rối loạn giấc ngủ và tăng cân.
"Sự cô đơn có mối liên kết đến suy giảm miễn dịch tế bào được phản ánh trong hoạt động tế bào tiêu diệt tự nhiên (Tế bào NK) thấp hơn và hiệu giá kháng thể cao hơn đối với virus Epstein Barr và virus herpes ở người". Do khả năng miễn dịch tế bào bị suy yếu, sự cô đơn ở những người trẻ tuổi cho thấy vắc-xin, như vắc-xin cúm, kém hiệu quả hơn. Dữ liệu từ các nghiên cứu về sự cô đơn và HIV dương tính cho thấy sự cô đơn làm gia tăng tiến triển của bệnh.

### Cơ chế sinh lý liên quan đến sức khỏe kém
Có một số cơ chế sinh lý tiềm ẩn thể hiện mối liên kết của sự cô đơn đến kết quả sức khỏe kém. Năm 2005, kết quả từ nghiên cứu Framingham Heart Study của Mỹ đã chứng minh rằng ở những người đàn ông cô đơn có nồng độ Interleukin 6 (IL-6) tăng trong tuần hoàn, một hóa chất có trong máu liên quan đến bệnh tim. Một nghiên cứu năm 2006 được tiến hành bởi Center for Cognitive and Social Neuroscience của Đại học Chicago  phát hiện ra sự cô đơn có thể nâng thêm ba mươi điểm vào đọc huyết áp cho người lớn trên năm mươi tuổi. Một phát hiện khác, từ một cuộc khảo sát được tiến hành bởi GS John Cacioppo, Đại học Chicago, các báo cáo từ bác sĩ rằng cung cấp dịch vụ chăm sóc y tế tốt hơn cho những bệnh nhân có mạng lưới gia đình và bạn bè mạnh mẽ hơn so với những bệnh nhân ở một mình. Cacioppo phát biểu rằng sự cô đơn làm suy yếu nhận thức và ý chí, thay đổi phiên mã DNA trong các tế bào miễn dịch, và theo thời gian dẫn đến huyết áp cao. Những người cô đơn có nhiều khả năng biểu hiện bằng chứng về sự tái hoạt hóa của virus hơn những người ít cô đơn hơn. Người cô đơn cũng có đáp ứng viêm mạnh hơn với stress cấp tính so với những người ít cô đơn hơn; viêm là một yếu tố nguy cơ được biết đến nhiều đối với các bệnh liên quan đến tuổi tác..
Khi ai đó cảm thấy bị gạt ra rìa trong một tình huống (khai trừ, trục xuất), họ cảm thấy bị loại trừ, một tác dụng phụ xảy ra, nhiệt độ cơ thể bị hạ xuống. Khi con người cảm thấy mình bị loại trừ thì các mạch máu ở vùng ngoại vi của cơ thể thu hẹp, để giữ thân nhiệt ở mức lõi. Cơ chế bảo vệ lớp này được gọi là co mạch.

## Điều trị và phòng ngừa
Có nhiều cách khác nhau được sử dụng để điều trị sự cô đơn, cách ly xã hội và trầm cảm lâm sàng. Bước đầu tiên mà hầu hết các bác sĩ khuyên bệnh nhân là dùng liệu pháp trị liệu. Liệu pháp trị liệu là một phương pháp phổ biến và hiệu quả để điều trị cô đơn và thường thành công. Liệu pháp ngắn hạn, hình thức điều trị phổ biến nhất cho bệnh nhân cô đơn hoặc chán nản, thường kéo dài trong khoảng mười đến hai mươi tuần. Trong thời gian điều trị, đặt trọng tâm vào sự thấu hiểu nguyên nhân gốc rễ của vấn đề, đảo ngược những suy nghĩ tiêu cực, những cảm xúc và thái độ phát sinh từ vấn đề, và khám phá những cách thức giúp bệnh nhân cảm thấy được kết nối với thế giới. Một số bác sĩ cũng khuyên nên thực hiện liệu pháp trị liệu phối hợp nhóm như một phương tiện để kết nối với những người bị khác và thiết lập một hệ thống hỗ trợ. Các bác sĩ cũng thường kê toa thuốc chống trầm cảm cho bệnh nhân như là một điều trị độc lập, hoặc kết hợp với liệu pháp. Có thể phải mất vài lần thử trước khi tìm thấy một loại thuốc chống trầm cảm thích hợp.
Các phương pháp thay thế để điều trị trầm cảm được đề nghị bởi nhiều bác sĩ. Những phương pháp điều trị bao gồm tập thể dục, ăn kiêng, thôi miên, liệu pháp sốc điện, châm cứu và thảo dược, và những phương pháp khác. Nhiều bệnh nhân cảm nhận rằng việc tham gia vào các phương pháp này một cách đầy đủ hoặc một phần đã làm giảm bớt các triệu chứng liên quan đến trầm cảm.

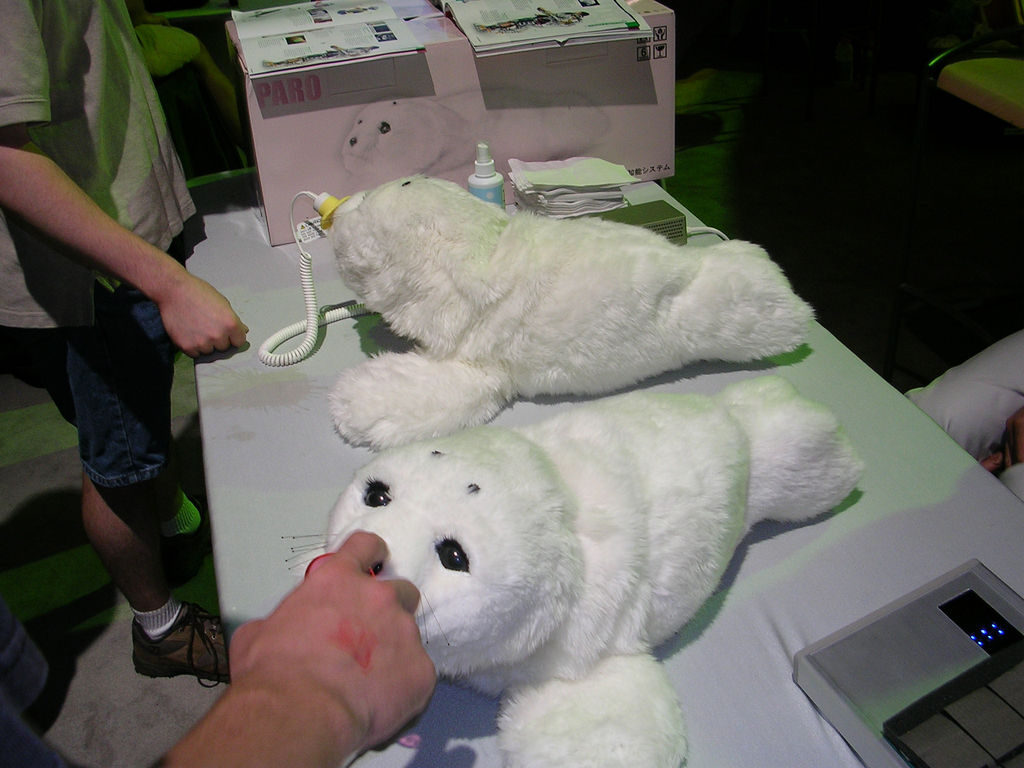
Paro, một robot thú cưng được phân loại như một thiết bị y tế bởi các nhà quản lý của Hoa Kỳ

Một điều trị khác cho cả sự cô đơn và trầm cảm là vật nuôi trị liệu (liệu pháp thú cưng), hoặc điều trị nhờ hỗ trợ của động vật, vì nó được biết đến chính thức hơn. Các nghiên cứu và khảo sát, cũng như các bằng chứng giai thoại được cung cấp bởi các tình nguyện và tổ chức cộng đồng, chỉ ra rằng sự hiện diện của các bạn đồng hành động vật như chó, mèo, thỏ và chuột lang có thể giảm bớt cảm giác trầm cảm và cô đơn ở một số người bị bệnh. Ngoài sự đồng hành, bản thân thú cưng cũng làm tăng cơ hội giao tiếp giữa các chủ vật nuôi với nhau. Theo Trung tâm Kiểm soát và Phòng ngừa Dịch bệnh, có một số lợi ích sức khỏe khác liên quan đến quyền sở hữu thú cưng, bao gồm hạ huyết áp, giảm mức cholesterol và chất béo trung tính triglyceride.
Hoài niệm cũng đã được tìm thấy có một hiệu ứng phục hồi, chống lại sự cô đơn bằng cách tăng nhận thức hỗ trợ xã hội.
Một nghiên cứu năm 1989 cho thấy rằng khía cạnh xã hội của tôn giáo có một mối liên hệ tiêu cực đáng kể với sự cô đơn ở những người cao tuổi. Hiệu quả nhất quán hơn  là ảnh hưởng của các mối quan hệ xã hội với gia đình và bạn bè, và khái niệm chủ quan về tính tôn giáo không có ảnh hưởng đáng kể đến sự cô đơn.
Một nghiên cứu so sánh hiệu quả của bốn can thiệp: nâng cao kỹ năng xã hội, tăng cơ hội tương tác xã hội, giải quyết bất thường nhận thức xã hội (tư tưởng và kiểu tư tưởng sai lầm). Kết quả của nghiên cứu chỉ ra rằng tất cả các can thiệp đều có hiệu quả trong việc giảm sự cô đơn, có thể ngoại lệ với đào tạo kỹ năng xã hội. Kết quả của phân tích tổng hợp (meta-analysis) cho thấy rằng việc điều chỉnh lại nhận thức xã hội không thích nghi mang lại cơ hội tốt nhất để giảm sự cô đơn.